# Pachydissus furcifer
Pachydissus furcifer är en skalbaggsart som beskrevs av Jordan 1894. Pachydissus furcifer ingår i släktet Pachydissus och familjen långhorningar. Inga underarter finns listade i Catalogue of Life.